# Моган
Моган (шп. Mogán) град је у Шпанији у аутономној заједници Канарска Острва у покрајини Лас Палмас. Према процени из 2017. у граду је живело 21 049 становника.

## Становништво
Према процени, у граду је 2017. живело 21 049 становника.
| 1991. | 2001.  | 2010.  | 2017.  |
| ----- | ------ | ------ | ------ |
| 8 688 | 12 444 | 22 638 | 21 049 |